# Kazimierz Szrajer
Kazimierz Józef Szrajer (ur. 29 grudnia 1919 w Warszawie, zm. 18 sierpnia 2012 w Barry’s Bay (Kanada)) – major pilot Polskich Sił Powietrznych w Wielkiej Brytanii.

## Życiorys
Szkolenie lotnicze zaczynał w ośrodku szybowcowym w Bezmiechowej w 1936 roku. 7 listopada tego roku w czasie pokazowego lotu prototypu PZL-30BII śmiercią lotnika zginął jego starszy brat Jerzy Bolesław (ur. 30 października 1912), podporucznik rezerwy aeronautyki, student Politechniki Warszawskiej, zatrudniony w Instytucie Badań Technicznych Lotnictwa w charakterze technika . Po śmierci brata rodzice zakazali Kazimierzowi latania.
Po wybuchu wojny przedostał się przez Węgry do Francji, gdzie trafił do polskiej szkoły podchorążych w Coëtquidan, a następnie do szkoły lotniczej w Boudau. Szkolenia jednak nie zdążył rozpocząć, gdyż Francja skapitulowała po krótkiej walce. Szrajer został ewakuowany do Wielkiej Brytanii, gdzie został mechanikiem (mechanik precyzyjny przyrządów pokładowych) w dywizjonie 303 od pierwszych dni istnienia jednostki.

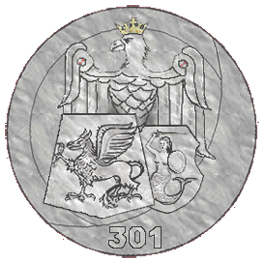
Emblemat Dywizjonu 301

W kwietniu 1941 roku uzyskał przeniesienie do szkoły pilotów, po ukończeniu której został przydzielony do dywizjonu 301 jako pilot bombowca. Pierwszy lot bojowy wykonał w nocy 26/27 października 1941 r. 1 marca 1942 roku został awansowany na stopień podporucznika.
W maju 1942 r. Kazimierz Szrajer został przeniesiony do polskiej sekcji 138 dywizjonu RAF. Dywizjon ten zajmował się zaopatrywaniem ruchu oporu w krajach okupowanych przez III Rzeszę. W lutym następnego roku Szrajer rozpoczął roczną przerwę w lataniu (wykorzystał ją na uzupełnienie wykształcenia), a po przerwie powrócił do latania w 1586 Eskadrze Specjalnego Przeznaczenia, w którą przekształcono Dywizjon 301. W eskadrze specjalnej do 5 sierpnia 1944 r. wykonał 45 lotów ze zrzutami dla ruchu oporu. 16 z tych lotów prowadziło do Polski.

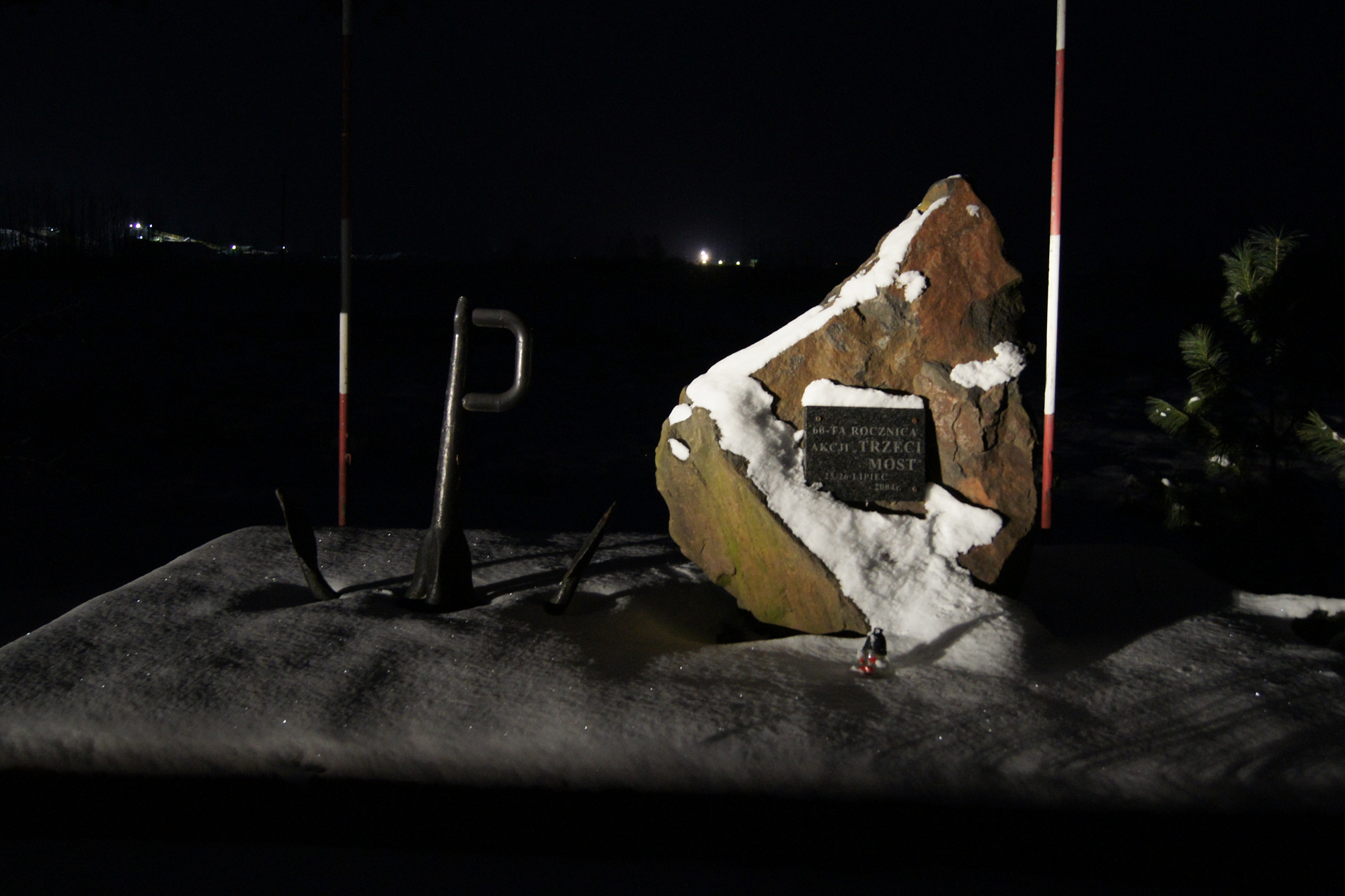
Pomnik upamiętniający operację Most III

W nocy 25/26 lipca 1944 roku Kazimierz Szrajer wziął udział jako II pilot Dakoty w operacji Most III, dostarczając do Polski kurierów i zabierając do Włoch części pocisku V2 zdobytego uprzednio przez AK.
Do sierpnia 1944 Kazimierz Szrajer wykonał 100 lotów bojowych. Następnie latał w 46 dywizjonie RAF, transportując samoloty na Daleki Wschód.
W końcu 1946 roku, po rozwiązaniu Polskich Sił Powietrznych, Szrajer wstąpił do RAF-u na dwa lata. Latał w dywizjonach: 51, 242 i 40.
Zdemobilizowany na początku 1949 roku rozpoczął pracę jako pilot cywilny w firmie Lancashire Aircraft Corporation, w czasie blokady Berlina wykonał jako pilot tej firmy około 150 lotów z zaopatrzeniem dla miasta. Następnie w firmie Eagle Aviation latał na długich liniach (do Johannesburga, Teheranu, Karaczi). W tym czasie otrzymał obywatelstwo brytyjskie.
W latach 1951–1954 Kazimierz Szrajer pracował w 412 Jednostce Badań Technicznych lotnictwa USA, a następnie w Air Charter. Oficjalnie prowadził loty doświadczalne, naprawdę jednak pracował dla CIA, latając ze zrzutami i skoczkami dla organizacji antykomunistycznych w Europie Wschodniej.
W 1955 r. Szrajer z rodziną wyemigrował do Kanady. Tam pracował jako pilot dla firm Maritime Central Airways, a później w Nordair. W tej drugiej, jako doświadczony pilot, szkolił innych i wykonywał najtrudniejsze zadania (jako pierwszy w firmie pilotował Boeinga 737 oraz jako pierwszy pilot cywilny lądował samolotem pasażerskim za kołem podbiegunowym). W październiku 1969 roku, w czasie wojny w Biafrze, wykonał 36 lotów z pomocą humanitarną, lądując w bardzo trudnych warunkach. Po powrocie do Kanady dalej pracował dla Nordair. Ostatni lot wykonał 12 maja 1981 roku na Boeingu 737.
Po przejściu na emeryturę działał w Skrzydle Warszawa Stowarzyszenia Lotników Polskich w Kanadzie. Był honorowym przewodniczącym tego ciała.
W ciągu życia wylatał ponad 25 tysięcy godzin. Odznaczony Krzyżem Srebrnym Orderu Virtuti Militari, czterokrotnie Krzyżem Walecznych, czterokrotnie Medalem Lotniczym oraz brytyjskim Distinguished Flying Cross.
Zmarł 18 sierpnia 2012 roku, a 28 sierpnia został awansowany pośmiertnie na stopień podpułkownika.